# Johan Britz
Johan Emil Britz, född 19 juli 1975 i Högalids församling, Stockholms län, är en svensk politiker för Liberalerna. Han är Sveriges arbetsmarknadsminister sedan 28 juni 2025.
Johan Britz var ordförande i Liberala studenter 2002–2004. Han var presschef hos Lars Leijonborg 2006–2007 och stabschef hos Jan Björklund på utbildningsdepartementet 2006–2013. Mellan 2013 och 2014 var han statssekreterare i samordningskansliet i statsrådsberedningen. Efter valet 2014 arbetade han på Svenskt Näringsliv, bland annat som chef för strategisk opinionsbildning och näringspolitisk chef. När Liberalerna återkom i regeringsställning 2022 blev han återigen statssekreterare i samordningskansliet i statsrådsberedningen.